# Wurmauenpark

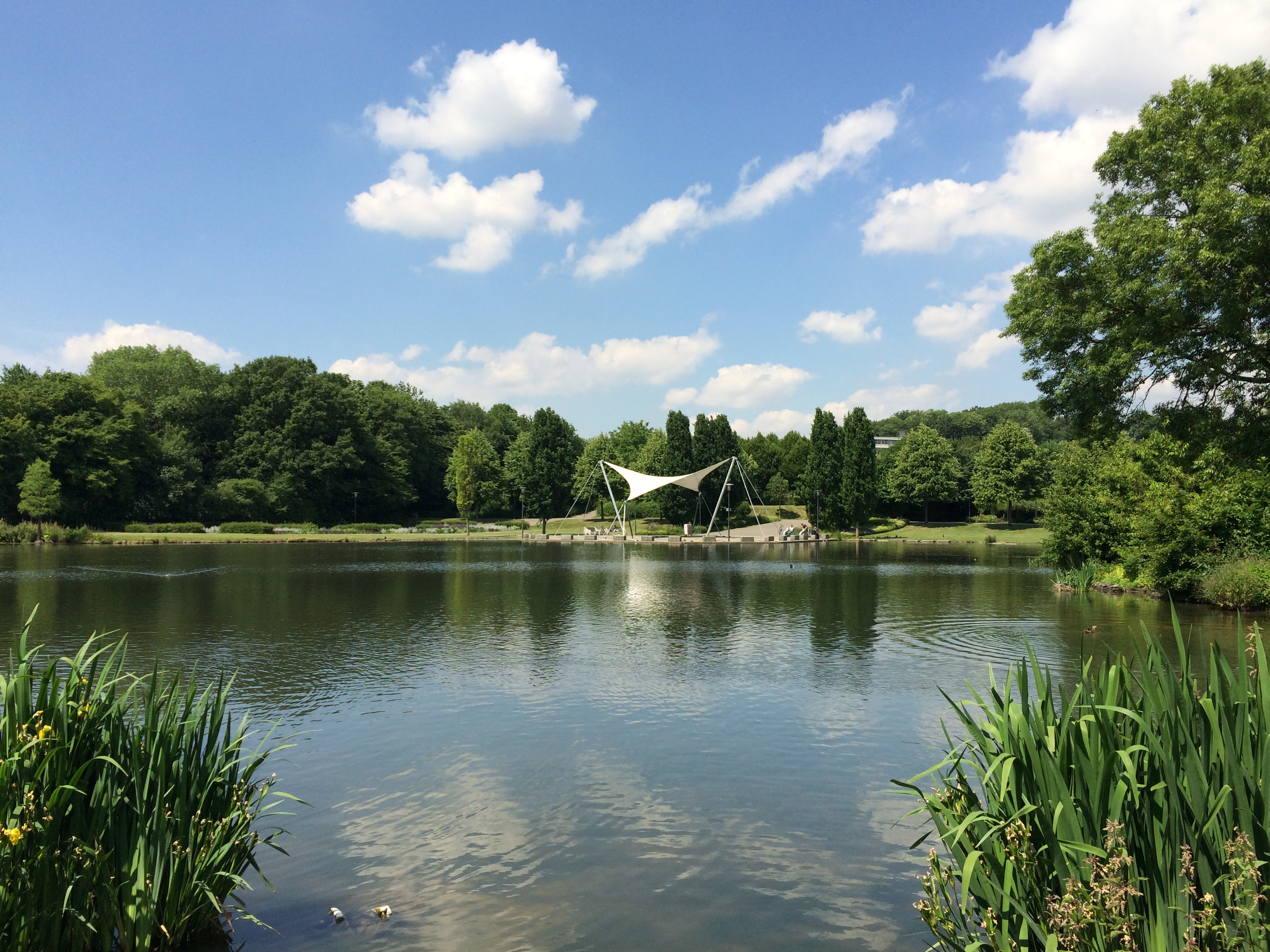
Wurmauenpark in Geilenkirchen

Der Wurmauenpark ist eine Grünanlage im Südwesten von Geilenkirchen, einer mittleren kreisangehörigen Stadt im westlichen Nordrhein-Westfalen im Kreis Heinsberg (Deutschland).
Der Park wird im Nordwesten von der Herzog-Wilhelm-Straße, im Nordosten durch den Beamtenweg und im Südwesten von der Wurmtalstraße begrenzt. Die südöstliche Grenze stellt der namensgebende Fluss Wurm dar. Der Park wird außerdem u-förmig vom Theodor-Heuss-Ring in zwei Teile unterteilt. Das zentrale Element des nördlichen Abschnitts ist ein Teich, an den südlich ein Skatepark, ein Streetballfeld sowie eine Dirtbikeanlage anschließen. Nördlich des Gewässers befindet sich ein Spielplatz.
Die Anlage des Parks fand im Jahr 2000 statt. Seit dieser Zeit nutzt die Gemeinde die Fläche für Veranstaltungen wie Handwerkermärkte und Konzerte.